# Pterorhachis
Pterorhachis är ett släkte av tvåhjärtbladiga växter. Pterorhachis ingår i familjen Meliaceae.
Kladogram enligt Catalogue of Life:
| Pterorhachis | \| \| Pterorhachis letestui \| \| \| \| \| \| Pterorhachis zenkeri \| \| \| \| |
|              | \| \| Pterorhachis letestui \| \| \| \| \| \| Pterorhachis zenkeri \| \| \| \| |
|              | Pterorhachis letestui                                                          |
|              |                                                                                |
|              | Pterorhachis zenkeri                                                           |
|              |                                                                                |